# Operational History (German) Section

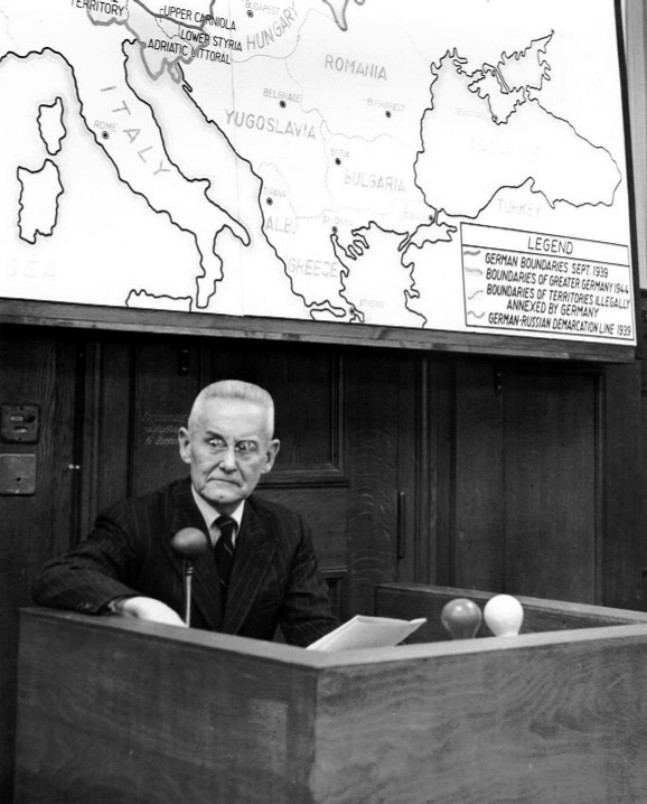
Franz Halder als Zeuge der Anklage im Nürnberger Prozess gegen das Oberkommando der Wehrmacht 1948

Die Operational History (German) Section der Historical Division der United States Army wurde im Januar 1946 eingerichtet, um das operative Wissen und die Erfahrungen kriegsgefangener deutscher Offiziere für die Kriegsgeschichtsschreibung nutzbar zu machen. Angeordnet wurde die Einrichtung auf amerikanischer Seite von Colonel Harold E. Potter, dem Chefhistoriker der Europa-Abteilung der Historical Division. Der ehemalige Generalstabschef des Heeres Franz Halder wurde von den Amerikanern mit leitenden Aufgaben betraut. Nach Beginn des Koreakrieges 1950 wurde der Fokus der ausgearbeiteten Schriften mehr und mehr auf Studien zur Kriegführung der Wehrmacht im Krieg gegen die Sowjetunion von 1941 bis 1945 verlagert. Sie fanden Eingang in die militärischen Schulungsprogramme der U.S. Army und deren operative Vorgaben zur mobilen Verteidigung. Eine Reihe ehemaliger Wehrmachtsoffiziere reiste zu Vorträgen an militärische Einrichtungen der Vereinigten Staaten. Bis zur Auflösung der Sektion 1961 arbeiteten mehr als 300 hohe Offiziere der Wehrmacht zweieinhalbtausend Studien aus. Wichtige Mitarbeiter dieser kriegsgeschichtlichen Abteilung arbeiteten schon ab 1954 im Arbeitskreis für Wehrforschung zusammen mit zivilen Historikern an der Geschichtsschreibung zum Zweiten Weltkrieg.

## Gründung und organisatorische Entwicklung
Erste Vernehmungen kriegsgefangener hochrangiger deutscher Offiziere mit dem Ziel, deren Insiderwissen für die US-Militärgeschichtsschreibung nutzbar zu machen, wurden schon kurz nach Kriegsende von der Shuster-Commission im Camp Ashcan in Bad Mondorf, Luxemburg, durchgeführt. Die Ende 1945 formierte Historical Division der U.S. Army, deren Hauptaufgabe darin bestand, Darstellungen von Kampfhandlungen und Untersuchungen von militärischen Konflikten erarbeiten zu lassen, beschloss dann im Zuge der Vorbereitung ihrer eigenen Geschichtsschreibung des Zweiten Weltkrieges, nicht nur die erbeuteten Akten zu nutzen, sondern auch deutsche Offiziere kriegsgeschichtliche Studien ausarbeiten zu lassen. Mit dem Aufbau einer diesem Zweck dienenden Operational History (German) Section beauftragte sie im Januar 1946 Oberst Harold E. Potter, den Chefhistoriker der Europa-Abteilung der Historical Division, der mit seinen Mitarbeitern geeignet erscheinende ehemalige Wehrmachtsoffiziere rekrutieren sollte. Folglich war eine der ersten Amtshandlungen Potters die Einrichtung dieser deutschen Sektion der amerikanischen kriegsgeschichtlichen Abteilung, um die Verfassung von Studien zur deutschen Operationsgeschichte effizient zu organisieren. Er setzte Colonel Charles W. Pence als deren Leiter ein. Die Europa-Abteilung der Historical Division und ihre Unterabteilung Operational History (German Section) waren ab Januar 1946 beide in Frankfurt am Main ansässig.
Im Sommer 1946 arbeiteten 328 hohe Offiziere der Wehrmacht, die in amerikanische Kriegsgefangenschaft geraten waren, in den Lagern Oberursel, Allendorf (bei Marburg) und Garmisch an Darstellungen über Kampferfahrungen und ihre frühere Dienstzeit. Unter diesen befand sich mit General Waldemar Erfurth ein promovierter Historiker, der von 1935 bis 1938 Chef der kriegsgeschichtlichen Abteilung im Generalstab des Heeres gewesen war und nun im Lager Garmisch unter dem ehemaligen Generalfeldmarschall Georg von Küchler Mitglied im „Advisory Board“ (Beirat) war sowie der deutschen „wissenschaftlichen Kommission“ vorstand. Dem Historiker Bernd Wegner zufolge bemühte sich Erfurth, „den militärischen Bearbeitern das Einmaleins der historischen Methode und Quellenkritik beizubringen“, wurde aber durch gegenteilige Vorgaben von Küchlers konterkariert, der nichts von den amerikanischen Standards hielt und forderte, eine „deutsche Kriegsgeschichte [zu] schreiben“.
Auf der Kippe stand das Projekt im Sommer 1947. Der amerikanische Militärgouverneur Lucius D. Clay, kein Befürworter der Zusammenarbeit mit früheren Wehrmachtsgenerälen, hielt es für zu ineffektiv und teuer. Er ordnete an, dass die Historical Division ab 1. Januar 1948 keine ehemaligen Offiziere der Wehrmacht mehr beschäftigen sollte. Erst eine Intervention des damaligen Chief of Staff of the Army und späteren Präsidenten der Vereinigten Staaten, Dwight D. Eisenhower, der am 30. August 1947 ein persönliches Telegramm an Clay richtete, in dem er diesen bat, seine Entscheidung zu überdenken, führte dazu, dass Clay seine Anordnung zurücknahm. Eisenhower war der einflussreichste Befürworter der Zusammenarbeit mit ehemaligen deutschen Offizieren. Er hatte sowohl bei einem Treffen mit Harold E. Potter im Oktober 1946 großes Interesse an der Arbeit der Operational History (German) Section und deren Studien gezeigt als auch bei seiner Teilnahme an einem Seminar der Historical Division im April 1947 zugesagt, die amerikanische kriegsgeschichtliche Abteilung in dieser Hinsicht zu unterstützen und „in jeder möglichen Weise zu schützen“. Nachdem Eisenhower sein persönliches Interesse an dem Kooperationsprojekt der Historical Division mit den ehemaligen Wehrmachtsgenerälen deutlich gemacht hatte, stimmte Clay auch in der Frage der Entnazifizierung der Offiziere einer von der Historical Division gewünschten Ausnahmeregelung zu. Er genehmigte am 9. September 1947, dass diese hohen Offiziere auch vor ihrer Entnazifizierung von der amerikanischen kriegsgeschichtlichen Abteilung beschäftigt werden konnten. Zudem wies er den hessischen Befreiungsminister Gottlob Binder an, eine Sonderspruchkammer in Neustadt (Hessen) einzurichten, welche die Verfahren gegen die deutschen Offiziere beschleunigt durchführen sollte. Ergänzend verfügte er, dass Spruchkammerurteile, die eine Verurteilung zu Arbeitslager oder andere gravierende Sanktionen zur Folge hätten und damit die kriegsgeschichtliche Arbeit beeinträchtigen würden, bis zum Abschluss der Projektmitarbeit ausgesetzt werden konnten.
Die von der Historical Division der U.S. Army in Washington vergebenen Auftragsuntersuchungen wurden ab Juni 1948 über eine acht Mitglieder umfassende Control Group koordiniert, die ihren Sitz zunächst in Königstein im Taunus und ab 1949 in Karlsruhe hatte. Zum Leiter der Control Group hatten die Amerikaner im Februar 1948 Franz Halder designiert, der dann auch die anderen sieben Mitglieder dieses Gremiums vorschlug. Halder war bereits im August 1946 aus dem Nürnberger Justizpalast ins Lager Allendorf geholt worden, da er als ehemaliger Generalstabschef des Heeres Studien zur Organisation und Funktionsweise des Oberkommandos des Heeres (OKH) betreuen sollte. Da der Generalstab im Urteil des Nürnberger Hauptkriegsverbrecherprozesses nicht zu den verbrecherischen Organisationen gerechnet wurde, war nun der Weg zur Kooperation mit der Historical Division frei geworden.
Die Mitglieder dieser Control Group waren, von einer Ausnahme abgesehen, ehemalige Generäle des Oberkommandos des Heeres (OKH), die nun als „persönlicher Stab“ ihrem früheren Generalstabschef Halder zuarbeiteten und die nach ihrer Entlassung aus der Kriegsgefangenschaft von den Offizieren in Heimarbeit gefertigten eingehenden Manuskripte sowohl kontrollierten als auch überarbeiteten. Die Offiziere der Control-Group und ihre Familien bezogen von den Amerikanern beschlagnahmte Mehrfamilienhäuser. Neben den Kosten für die Wohnungen zahlten die Amerikaner Verpflegungszuschüsse und ein festes Gehalt. Letzteres betrug bei Franz Halder anfänglich 700 DM monatlich, bei den anderen Mitglieder 600 bis 650 DM und steigerte sich bis Ende der 1950er Jahre erheblich – bei Halder auf 1700 DM pro Monat. An die Heimarbeiter, nun in der Regel Offiziere außer Dienst, wurden thematisch vorgegebene Auftragsarbeiten auf Honorarbasis vergeben, die sie zu Hause erledigten und entsprechend Umfang und Zeitaufwand vergütet bekamen. Ihre Bezahlung lag bei optimaler Auslastung Ende der 1940er Jahre bei bis zu 600 DM monatlich. Daneben erhielten sie wirtschaftliche Beihilfen wie Lebensmittelpakete und Tabakrationen. Finanziert wurden diese Einkommen und Zuwendungen an die deutschen Offiziere über das Amt der US-Militärregierung für Deutschland OMGUS und als Teil der Besatzungskosten abgerechnet.
Einziges Mitglied der Control-Group ohne OKH-Hintergrund war der ehemalige Amtsgruppenchef im Oberkommando der Wehrmacht (OKW), Vizeadmiral a. D. Leopold Bürkner. Die anderen Mitglieder waren die ehemaligen OKH-Generäle: General der Infanterie Hans von Greiffenberg, Chef der Operationsabteilung des OKH; Generalmajor Burkhart Müller-Hillebrand, Chef der Organisationsabteilung des OKH; Generalleutnant Oldwig Otto von Natzmer, Truppenleiter in der Transportabteilung des OKH; Generalmajor Hellmuth Reinhardt, Chef des Stabes im Allgemeinen Heeresamt des OKH; Generalmajor Alfred Toppe, Abteilungschef beim Generalquartiermeister im OKH und Oberst Alfred Zerbel, Chef der Ausbildungsabteilung im OKH. Nachdem Natzmer (1949), Zerbel (1949), Bürkner (1949), Greiffenberg (1951), Müller-Hillebrandt (1955), Reinhardt (1956) und Toppe (1957) aus der Control Group ausschieden, wurden sie durch Rudolf Hofmann, Wilhelm Willemer, Ludwig Rüdt von Collenberg, Joachim Schwatlo-Gesterding, Alfred Gause und Alfred Philippi ersetzt. Die Control Group bestand bis Ende 1958 und wurde von 1959 bis zur endgültigen Abwicklung der Sektion 1961 durch eine kleinere Liaison Group ersetzt, die aus Franz Halder, Ludwig Rüdt von Collenberg und dem inzwischen aus dem Kriegsverbrechergefängnis Landsberg entlassenen General Walter Warlimont, dem früheren stellvertretenden Chef des Wehrmachtsführungsstabs, bestand.

## Selbstverständnis und Vorgaben Halders für die Arbeit in der Sektion
Der ehemalige Generalstabschef des Heeres Franz Halder begründete seine leitende Mitarbeit am Operational-History-Programm bereits 1946 damit, es gehe ihm um einen Beitrag, „den Kampf gegen den Bolschewismus fortzusetzen“. Seine Aufgabe als Topic Leader sah Halder 1949 darin, im Zusammenwirken mit der Control Group „über die Feststellung einzelner Tatbestände hinaus zur Klärung der inneren Zusammenhänge großer militärischer Fragen beizutragen“. Den Darstellungen der Militärhistoriker Bernd Wegner und Wolfram Wette zufolge ließ sich Halder während seiner Tätigkeit für die Historical Division mit „Herr Generaloberst“ anreden. Sie beschreiben das Geschichtsbild, mit dem Halder die „Zusammenhänge großer militärischer Fragen“ untersuchte, folgendermaßen:
„Die Wehrmacht insgesamt, vor allem aber die Heeresführung [waren] geradezu historische Opfer Hitlers, zumindest aber mißbrauchte Instrumente seiner verbrecherischen Politik.“ Der „Krieg [sei] ein Verhängnis“, wenn nicht sogar „notwendiger Präventivschlag“ gewesen, der insbesondere, was den Deutsch-Sowjetischen Krieg ab 1941 betrifft, vor allem durch den „Dilettantismus und [die] Unbelehrbarkeit Hitlers“ verloren worden sei.
Die Studien wurden nach der Entlassung vieler Generäle aus der Kriegsgefangenschaft zunehmend von „Heimarbeitern“ angefertigt: Im Frühjahr 1949 waren 132 Offiziere, darunter 82 ehemalige Generäle und Admirale, in dieser Form tätig. Die Control Group überprüfte die eingehenden Arbeiten im Hinblick auf den „von Halder abgesteckten Interpretationsrahmen“. Demnach war auch Kritik an den operativen Entscheidungen der früheren Oberbefehlshaber unerwünscht. Es sollte „jede öffentliche Austragung von Gegensätzlichkeiten zwischen alten führenden Soldaten vermieden werden“. Im Zweifelsfall wurden Bedenken eines von Kritik betroffenen Feldmarschalls zum Maßstab der Textfassung gemacht. In dieser Hinsicht problematische Textpassagen, so eine vertrauliche Quelle gegenüber dem Historiker Bernd Wegner, wurden „im Sinne der Bemerkung von Herrn Feldmarschall gekürzt neugefaßt“.
Wie sehr dieses von Halder repräsentierte Selbstverständnis einer die operativen Fähigkeiten der Wehrmachtsgeneräle herausstellenden Kriegsgeschichtsschreibung dominierte, zeigt eine Weisung des ehemaligen Generalfeldmarschalls Georg von Küchler, die dieser am 7. März 1947 für die in seinem Bereich des Lagers Garmisch zu schreibenden Erfahrungsberichte und Abhandlungen erließ. Danach sollte als Grundsatz gelten, dass die Darstellung historischer Wahrheit mit dem Lob des eigenen Heeres zu verbinden sei:

„Es sollen keine Erfahrungen niedergelegt, keine Führungsgeheimnisse erläutert oder gar preisgegeben werden, sondern (nach Art des Reichsarchivwerks über den Ersten Weltkrieg) Tatsachen, der Verlauf der Kampfhandlungen und die Vorgänge auf deutscher Seite geschildert werden. [...] Es werden die deutschen Taten vom deutschen Standpunkt gesehen, festgelegt und dadurch unseren Truppen ein Denkmal gesetzt. [...] Die Leistungen unserer Truppen sind gebührend zu würdigen und herauszustellen. Die Wahrheit darf hierdurch natürlich nicht mißachtet werden.“

## Inhaltliche Schwerpunkte, Studien und Rezeption in der U.S. Army
Die ersten, ab Mitte 1946 erarbeiteten Studien der ehemaligen deutschen Wehrmachtsoffiziere sollten Ergänzungen zu eigenen militärischen Operationsstudien der US-Streitkräfte in Europa bzw. der Westfront aus der Perspektive des Gegners darstellen. Sie bildeten die wichtigsten Operationen ab, bei denen sich deutsche und amerikanische Einheiten an der Westfront gegenübergestanden hatten. Demgemäß wurde je eine Arbeitsgruppe zu den Operationen in der Normandie, in Nord- und Südfrankreich, in den Ardennen, im Rheinland und in Zentraleuropa gebildet. Im August 1946 kam noch eine siebte Arbeitsgruppe dazu, die sich mit der Geschichte des Oberkommandos der Wehrmacht (OKW), des Heeres (OKH), der Marine, der Luftwaffe und des Oberbefehlshabers West, des Ersatzheeres sowie der Organisation Todt befasste. Mit Verschärfung des amerikanisch-sowjetischen Gegensatzes im beginnenden Kalten Krieg traten Untersuchungen in den Vordergrund, welche die deutschen Erfahrungen im Unternehmen Barbarossa ausschöpften. „Im Zuge des entstehenden und sich verschärfenden Ost-West-Konflikts“, so der ehemalige Amtsleiter des Militärgeschichtlichen Forschungsamtes, Othmar Hackl, erteilten nun auch „die mit der militärischen Aufklärung befassten G2-Offiziere der US Army“ entsprechende Aufträge. Die unter Halders Leitung erstellten Studien sollten, so die Militärhistoriker Michael Epkenhans und John Zimmermann, „für einen möglichen neuen Krieg gegen die Sowjetunion hilfreich sein“. Die ausgearbeiteten Studien wurden in der Regel nicht veröffentlicht; erst 1979 wurde ein kleinerer Teil davon in einem 24-bändigen Werk publiziert. Zusätzlich wurden die Generäle im Zusammenhang mit der Option eines Krieges gegen die Sowjetunion „auch zu aktuellen Problemen der Operationsplanung und zu den Möglichkeiten eines deutschen Verteidigungsbeitrages“ befragt.
Laut dem US-Historiker Charles B. Burdick erhöhte vor allem der Koreakrieg 1950 die Nachfrage verschiedener Dienststellen der US-Streitkräfte nach Studien zu „Fragen nach Einzelheiten über die deutschen Erfahrungen im Guerilla-Krieg in Rußland, über Versorgungsfragen in schwierigem Gelände und über die psychologische Kriegführung gegen nichtwestliche Völker“. Viele dieser Berichte seien in der U.S. Army für die Ausbildung von Soldaten aller Dienstgrade herangezogen worden. Nur 66 der zweieinhalbtausend Studien befassten sich mit dem Oberkommando des Heeres, dem Generalstabsdienst und der Generalstabsausbildung. Diese erachtete der Militärhistoriker Hackl als wertvolle militärgeschichtliche Quellen und publizierte sie teilweise 1999.
Die Studien ehemaliger Offiziere zum Krieg der Wehrmacht gegen die Rote Armee wurden als Ausbildungs- und Trainingsmaterialien für Zwecke der U.S. Army verwendet. In diesem Zusammenhang wurden etliche Autoren zwischen 1952 und 1958 regelmäßig als Gastdozenten an Militärschulen und Fortbildungseinrichtungen der U.S. Army in Europa und Deutschland eingeladen, um dort entsprechende Vorträge zu halten. Zu den hohen Offizieren, die regelmäßig in den USA zu Vortragsreisen weilten, gehörten beispielsweise Anton von Bechtolsheim, Friedrich von Boetticher, Hasso Freiherr von Puttkamer, Hellmut Schultze, Günther Reichhelm und Fridolin von Senger und Etterlin, die über die Strategie der Wehrmacht gegen die Rote Armee referierten. So bildete Schultze Angehörige der amerikanischen Streitkräfte zum Thema „Russian Partisans. Their Operations and German Countermeasures“ (deutsch: „Russische Partisanen. Ihre Operationen und deutsche Gegenmaßnahmen“) fort, Reichhelm sprach zu den „Kampfqualitäten des russischen Soldaten“, von Puttkamer zu sowjetischen Verhörmethoden und Methoden der Indoktrination von Kriegsgefangenen sowie von Boetticher zum Stellenwert des Bodenkriegs.
Gemeinsam war den Studien zum Unternehmen Barbarossa das Narrativ vom „asiatischen Osten“, mit dem die Wehrmacht bei ihrem Kampf gegen die Rote Armee zu tun gehabt habe. Sie zeichneten durchweg ein stereotypes Bild des typischen Soldaten der sowjetischen Streitkräfte, das sich aus den drei Leitmotiven „Naturverbundenheit“, „Menschen- und Todesverachtung“ sowie einer alles überflutenden „Masse“ zusammensetzte. Es seien ihre Naturinstinkte, Gleichgültigkeit gegenüber dem eigenen Tod und Aufgabe eines je individuellen Charakters zugunsten der Menschenmasse der Roten Armee gewesen, die sie zu unerbittlichen Kämpfern und gefährlichen Gegnern gemacht hätten. So warnte beispielsweise der ehemalige General der Infanterie Friedrich Fangohr in seiner Studie „Russland als Kampfraum“ (1950/1951), westliche Soldaten würden wegen der „wesentlich niedrigeren Kulturstufe“ der Menschen dort immer auf Probleme stoßen, mit denen zivilisierte Soldaten nicht rechneten. Der russische Soldat besitze aufgrund seiner naiven Naturverbundenheit eine westlichen Soldaten so nicht gegebene Begabung bei der Tarnung und Ausnutzung des Geländes. Er verhalte sich gegenüber „Hitze und Kälte […] ebenso gleichgültig wie gegenüber Hunger und Durst“. Der frühere Generaloberst Erhard Raus bewertete in seiner Studie zu den „Besonderheiten der russischen Kampfführung“ (1950) als eine dieser Besonderheiten, dass russische Soldaten keine Empathie für getötete Kameraden zeigen würden. Er beschrieb die Kampfweise der Soldaten der Roten Armee mit dem Bild: „Die Masse quoll weiter, bis der Vorrat an Menschen aufgebraucht war“.
Die Untersuchungen der deutschen Offiziere erlangten Bedeutung für das operative Denken der U.S. Army. Diese integrierte 1954 das „Konzept der mobilen Verteidigung“, das die Wehrmacht beim Rückzug aus den besetzten sowjetischen Gebieten praktiziert hatte, in ihre offizielle Operationsdoktrin. Diese Form der beweglichen Verteidigung sollte laut Handbuch der U.S. Army „die angreifenden Truppen in ein für sie weniger günstiges Gelände“ lenken, während die „Masse der verteidigenden Truppen in offensiven Aktionen eingesetzt wird, um den Feind zu einem Zeitpunkt und an einem Ort zu zerstören, der für die Verteidiger besonders günstig ist.“ Weiterhin zeigen Verweise auf erfolgreiche mobile Verteidigungsoperationen der Wehrmacht im „Military Review“ des United States Army Combined Arms Center, einem Ausbildungszentrum der U.S. Army, und das Interesse an deutschen Untersuchungen zum Ostkrieg unter den Dozenten des Command and General Staff College (CGSC) den Stellenwert dieser Studien für die amerikanische Operationsdoktrin. Als Beispiele für solche Formen beweglicher Verteidigung wurden Hasso Neitzels Untersuchung „Rear Area Security“ und Oldwig von Natzmers Studie „Operations of Encircled Forces: German Experiences in Russia“ (deutsch „Das Zurückkämpfen eingekesselter Verbände zur eigenen Front“) zur Kesselschlacht der deutschen 1. Panzer-Armee bei Kamenez-Podolsk im März/April 1944 herangezogen.
Das in den deutschen Studien vertretene apologetische Bild einer rein professionell operierenden Wehrmacht ohne eigene Verantwortung für den Charakter des „Unternehmens Barbarossa“ als Vernichtungskrieg wirkte in Kreisen der der U.S. Army nahestehenden amerikanischen Geschichtsschreibung bis in die 1990er Jahre nach. So übernahm der pensionierte Lieutenant Colonel (Oberstleutnant) Peter G. Tsouras auf der Basis deutscher Studien in seinen Büchern „The Anvil of War. German Generalship in Defense on the Eastern Front“ (1994) und „Fighting in Hell. The German Ordeal on the Eastern Front“ (1995) die entsprechenden Deutungsmuster der ehemaligen Wehrmachtsgeneräle: Hitlers unqualifizierte Einmischung in operative Fragen habe zur Niederlage geführt, der Rückzug aus Russland sei trotz widrigster Bedingungen kompetent, ja sogar „heldenhaft“ durchgeführt worden und die Brutalität der Kriegführung sei auf die Verbindung widriger geografischer Gegebenheiten mit einer angeblich fast inhumanen Mentalität der einheimischen Bevölkerung zurückzuführen.
Möglich wurde diese Verbindung von vorgeblich rein operativer Geschichtsschreibung mit solchen Geschichtsbildern einerseits und dem Ausblenden der eigenen Involvierung in Kriegsverbrechen andererseits wegen der gemeinsamen Schnittmenge der Interessen: Die U.S. Army hatte ein Interesse an möglichst vielen Informationen durch motiviert arbeitende Ex-Generäle der Wehrmacht. Letztere lieferten diese verbunden mit dem Bemühen, sich – so die Historikerin Esther-Julia Howell in ihrer einschlägigen Dissertation – „als unpolitisch und gänzlich unverantwortlich für Vorbereitung und Verlauf des Zweiten Weltkriegs darzustellen“. Dabei ließen die Amerikaner sie gewähren, nicht zuletzt auch deswegen, weil „die Argumentationsstrategie von Deutschland als Bollwerk gegen den Osten auch bei ihnen an ein bereits seit langem etabliertes Weltbild anknüpfte, das zudem durch den Kalten Krieg aktualisiert wurde.“ Diese Interessengebundenheit sei der Kern der Kooperation gewesen. Der Historiker Bernd Wegner betont, dass die Zusammenarbeit mit der Historical Division für die deutschen Offiziere niemals wirklich „ein unpolitischer oder von wissenschaftlichem Interesse geleiteter Akt“ gewesen sei.
Die Studien wurden seitens der U.S. Army ganz überwiegend positiv aufgenommen. Nennenswerte Kritik kam erstmals Mitte der 1950er Jahre auf. So wies der Leiter der Writing Section der Foreign Military Studies Branch in Washington, George C. Blau, auf Mängel in der Studie des ehemaligen Generalmajors Alexander Ratcliffe zum Partisanenkrieg auf den Balkan hin. Diese sei als Grundlage für die Geschichte der deutschen Partisanenbekämpfung „völlig wertlos“, da sie die zahlreich zur Verfügung gestellten Originaldokumente kaum berücksichtigt habe. Blau kritisierte auch die von Franz Halder und Gotthard Heinrici verfassten Zusätze zu einer ursprünglich von Adolf Heusinger verfassten Studie zum Feldzug in Russland 1941/1942. Auch diese habe das zur Verfügung gestellte Quellenmaterial nicht ausreichend berücksichtigt, so dass die verschiedenen operativen Phasen des ersten Kriegsjahres zu ungenau gezeichnet worden seien.

## Auflösung der Sektion 1961/Publizistik im zivilen Bereich
Ende 1961 wurde die Operational History (German) Section aufgelöst. Die Gründe für die Auflösung der deutschen Sektion lagen in den seit Mitte der 1950er Jahre erfolgten drastischen Kürzungen im Etat der U.S. Army und den dadurch bedingten Sparzwängen. Zudem relativierte die Einführung taktischer Atomwaffen die Bedeutung des Konzepts der beweglichen Verteidigung und schien die Ausarbeitung weiterer deutscher Studien entbehrlich zu machen. Bis 1961 hatten mehr als 300 hohe Offiziere der Wehrmacht im Rahmen ihrer Tätigkeit für die kriegsgeschichtliche Abteilung der amerikanischen Streitkräfte mehr als zweieinhalbtausend Studien ausgearbeitet. Nachdem die U.S. Army 1961 die Tätigkeit der Operational History (German) Section eingestellt hatte, übergab sie die deutschen Ausfertigungen der Studien in den 1960er Jahren der Bundesrepublik Deutschland. Sie wurden vom Militärgeschichtlichen Forschungsamt der Bundeswehr übernommen. Ein Teil der Studien, vor allem die aus dem Besitz Halders kommenden und aus den Nachlässen anderer Offiziere stammenden Schriften, befindet sich im Bundesarchiv-Militärarchiv Freiburg.
Halder selbst stand einer Abgabe der Studien an das Militärgeschichtliche Forschungsamt und einer weiteren Ausarbeitung dort ablehnend gegenüber, da er dessen auch sozialwissenschaftlich orientiertes Verständnis von Militärgeschichte nicht teilte. Noch im November 1957 hatte er betont, die operativen Arbeiten seien von Beginn an unter der Perspektive entstanden, „den unveränderlichen Begriff der Führungskunst, wie er sich im deutschen Generalstab seit Generationen entwickelt hat, an die Nachwelt weiterzugeben“. Aus diesem Grund sei von der deutschen Seite von Anfang an die Forderung an die Amerikaner gestellt worden, dass die Studien „einer später wiedererstehenden deutschen Wehrmacht zur Verfügung gestellt werden müßten“. Doch schon ein Jahr später beklagte er im Hinblick auf eine mögliche künftige Übergabe an das Militärgeschichtliche Forschungsamt und Weiterführung der militärgeschichtlichen Studien dort, er fürchte, dass in diesem Falle „nun doch das ein[tritt], was ich verhindern zu können hoffte, nämlich, daß die Geschichtsschreibung, der mein Arbeitskreis zehn Jahre lang gedient hat und [mit] der wir die Führungsausbildung der Bundeswehr zu fördern hofften, nun hinter den Gittern des Freiburger ‚Forschungsinstitutes‘ verschwindet und auf viele Jahre hinaus stagniert“. Damit endete Halders „Rolle eines Doyens der deutschen Kriegsgeschichtsschreibung über den Zweiten Weltkrieg“ im Rahmen seiner Tätigkeit für die Historical Division, sein Einfluss auf die Kriegsgeschichtsdarstellungen von Militärschriftstellern, Memoirenschreibern, Zeitungsredakteuren und Historikern blieb jedoch beträchtlich, bis hin zur Übernahme seiner Kriegsinterpretationen in den Darstellungen des britischen Militärhistorikers Liddell Hart. Halders Mitarbeiter Leo Geyr von Schweppenburg räumte rückblickend ein, dass auch ohne direkte Anweisung Halders in der Sektion tätige Offiziere bei dieser Arbeit Belastungsmaterial gegen deutsche Generale, das in den Nürnberger Prozessen hätte verwendet werden können, verschwinden ließen, das damit für die spätere Geschichtsschreibung verloren war.
Schon während seiner Tätigkeit in der Historical Division war Halder 1954 an der Gründung des Arbeitskreises für Wehrforschung führend beteiligt gewesen. Er sorgte dafür, dass seine Autorenkollegen aus der Historical Division dem Arbeitskreis beitraten. Sie hatten gegenüber zivilen Historikern einen großen Informationsvorsprung, weil sie als Mitarbeiter der deutschen Sektion dieser amerikanischen kriegsgeschichtlichen Abteilung exklusiven Zugang zu den beschlagnahmten Militärakten der Wehrmacht hatten, der zivilen Historikern erst ab Ende der 1950er Jahre schrittweise ermöglicht wurde. Dies verschaffte Halder und seinem Autorenkreis Vorteile im Bemühen, eigene Deutungen zum Handeln der Wehrmacht im Krieg durchzusetzen. Hauptkriterium einer „wahrheitsgemäßen Geschichtsschreibung“ zum Handeln der Wehrmacht verpflichteten Darstellung sollte eine streng operationsgeschichtliche Herangehensweise anhand der kompetenten Auswertung von Archivmaterial sein, das unter einer als rein professionell und unpolitischen verstandenen Generalsperspektive aufbereitet wurde. Die Verantwortung für Krieg, Verbrechen und Niederlage wurde Hitler und seinem engsten Kreis zugeschrieben und es sollte, wie Halder 1953 formulierte, „der übermenschlichen Leistung des deutschen Soldaten im letzten Weltkrieg ein Denkmal“ gesetzt werden. Innerhalb dieses Arbeitskreises setzten zahlreiche Offiziere und Mitarbeiter der deutschen Sektion der amerikanischen kriegsgeschichtlichen Abteilung auch nach Auflösung der deutschen Sektion 1961 ihre publizistische Tätigkeit in Zeitschriften und Buchreihen fort.
Damit hatten Franz Halder und die Studien der deutschen Sektion der amerikanischen kriegsgeschichtlichen Abteilung nicht nur die amerikanische Kriegsgeschichtsschreibung in Richtung eines von weiten Teilen der Öffentlichkeit getragenen Narrativs des deutschen Kriegs gegen die Sowjetunion als von Stalin aufgezwungenem, antikommunistischem Kreuzzug, bei dem die Wehrmacht trotz Hitlers Zumutungen relativ anständig geblieben sei, beeinflusst, sondern auch „eine regelrechte Faszination und Bewunderung für die Wehrmacht und Waffen-SS“ und deren militärische Leistungen befördert. Für die deutsche Kriegsgeschichtsschreibung hatten Halder und seine Sektion die Legende von der sauberen Wehrmacht, die bis zum Kriegsende ebenso „heldenhaft“ wie „ehrenvoll“ für das deutsche Volk gekämpft habe, auf Jahrzehnte etabliert.